# BUG/バグ
『BUG/バグ』（Bug）は、2006年のアメリカ映画。ウィリアム・フリードキン監督のこの映画はトレイシー・レッツの同名の舞台劇が元になっている。MPAAは本作を、暴力・性・裸体・過激な言葉・薬物乱用のシーンがあるとして、R指定にした。
第59回カンヌ国際映画祭監督週間に出品され、 国際映画批評家連盟賞を受賞した。

## あらすじ
息子を亡くし、暴力夫から逃れるためにオクラホマ州のモーテルに暮らすアグネス。そんな中、彼女はピーターと言う男に出会う。「虫が見える」というピーターはモーテルの部屋から虫を駆除しようと躍起になるが、彼の言動は徐々に異常性を増していき、アグネス自身も感化されていく。

## キャスト
- アシュレイ・ジャッド：アグネス
- マイケル・シャノン：ピーター
- ハリー・コニック・Jr ：ジェリー
- リン・コリンズ： R.C.
- ブライアン・F・オバーン：ドクター・スウィート